# Adriaan Richter
Adriaanus Hendrikus Richter (Roodepoort, 10 de mayo de 1966) es un ex–jugador sudafricano de rugby que se desempeñaba como octavo.

## Selección nacional
Fue convocado a los Springboks por primera vez en octubre de 1992 para enfrentar a Les Bleus, fue un jugador muy irregular en su seleccionado debido a jugadores como Mark Andrews, Rudolf Straeuli y Gary Teichmann en su puesto y a menudo fue citado casualmente, por lo que disputó su último partido en junio de 1995 ante Manu Samoa. En total jugó 10 partidos y marcó cuatro tries para un total 20 puntos.

### Participaciones en Copas del Mundo
Solo disputó una Copa del Mundo; Sudáfrica 1995 donde Richter fue llevado como tercer número 8 por detrás de Andrews y Straeuli, a pesar de esto jugó en la mitad de los partidos y les marcó dobletes a los Stejarii y a los Canucks.
| Mundial                       | Sede      | Resultado | PJ | Tries |
| ----------------------------- | --------- | --------- | -- | ----- |
| Copa Mundial de Rugby de 1995 | Sudáfrica | Campeón   | 3  | 4     |

## Palmarés
- Campeón del Campeonato Nacional de Excelencia de 1998–99 y 2000–01.
- Campeón de la Currie Cup de 1987, 1988, 1991 y 1998.